# Велика стрнадица
Велика стрнадица (лат. Emberiza calandra) је птица певачица из породице стрнадица Emberizidae, групе коју већина модерних аутора сада одваја од зеба, Fringillidae. Ово је велика стрнадица са јако пругастим жућкасто-смеђим перјем. Полови су слични, али је мужјак нешто већи од женке. Ареал велике стрнадице се протеже од западне Европе и северне Африке преко северозападне Кине.

## Таксономија
Велику стрнадицу је формално описао шведски природњак Карл фон Лине 1758. године у десетом издању своје „Systema Naturae“ и задржала је своје оригинално биномно име Emberiza calandra. Типично место је Шведска. Име рода Emberiza потиче од старонемачког Embritz, што значи стрнадица. Специфични епитет calandra потиче од старогрчког kalandros, што подразумева велику шеву.  Велика стрнадица је понекад смештана у сопствени монотипски род Miliaria.
Препознају се две подврсте:
- Emberiza calandra calandra (Linnaeus, 1758) - северозападна Африка, Канарска острва и Европа до Турске, Кавказа и северног Ирана
- Emberiza calandra buturlini (Johansen, HE, 1907) - Блиски исток до северозападне Кине

## Опис
Велика стрнадица је необична стрнадица јер је перје полова сличног изгледа, иако је мужјак отприлике 20% већи од женке. Ова велика, гломазна стрнадица је дугачка 16–19 цм, са упадљиво тамним оком и жућкастим мандибулама. Мужјаци немају никакве упадљиве боје, посебно на глави, што је иначе типично за род Emberiza. Оба пола подсећају на шеве, са сиво-смеђим пругама одозго и беличастим доњим делом. Доњи део тела је прошаран по боковима и грудима, а пруге формирају специфични изглед око грла. Мања покривна пера су изразито тамна и са белим врхом. Реп је смеђе боје.
Песма мужјака је понављајући метални звук, обично упоређен са звецкањем кључева, који се чује из ниског грмља, стуба ограде или стубова за телефонске жице.

## Распрострањеност и станиште
Велика стрнадица се гнезди широм јужне и централне Европе, северне Африке и Азије, све до Казахстана. Углавном је станарица, али неке птице из хладнијих региона централне Европе и Азије мигрирају ка југу зими.
Велика стрнадица је птица отворених простора са дрвећем, као што су пољопривредно земљиште и коровске пустоши. Њена популација је знатно опала у северозападној Европи због интензивних пољопривредних пракси које су је лишиле хране од семења корова и инсеката, од којих су ови последњи посебно важни за исхрану младих. Недавно је изумрла у Велсу и Ирској, где је раније била честа.

## Понашање и екологија

### Исхрана и храњење
Велика стрнадица се храни се углавном семењем, али укључује и инсекте попут цврчака, посебно када храни младунце.

### Гнежђење
Мужјаци велике стрнадице бране територије током сезоне гнежђења и могу бити полигамни, са до три женке по мужјаку који се паре. Однос полова у популацији је генерално 1:1, што значи да неки мужјаци остају непарени током сезоне. Мужјаци играју само малу улогу у родитељској бризи; нису укључени у изградњу гнезда или инкубацију и хране птиће само када су више од пола одрасли.
Гнездо је направљено од траве, обложено длаком или фином травом, и обично се гради на земљи. Просечна величина гнезда је четири, али обично варира од три до пет, повремено шест јаја.

## Статус
У Енглеској, владина еколошка организација Natural England нуди грантове за спровођење мера за очување ове врсте, у оквиру шеме заштите животне средине.Међународна унија за заштиту природе IUCN је дефинисаla да је велика стрнадица најмање угрожени таксон.